# Xã Gibson, Quận Mercer, Ohio
Xã Gibson (tiếng Anh: Gibson Township) là một xã thuộc quận Mercer, tiểu bang Ohio, Hoa Kỳ. Năm 2010, dân số của xã này là 2.005 người.